# Diphyus efferus
Diphyus efferus là một loài tò vò trong họ Ichneumonidae.